# Varennes-sur-Morge
Varennes-sur-Morge település Franciaországban, Puy-de-Dôme megyében. Lakosainak száma 432 fő (2022. január 1.). Varennes-sur-Morge Le Cheix-sur-Morge, Clerlande, Martres-sur-Morge, Pessat-Villeneuve, Sardon és Chambaron-sur-Morge községekkel határos.

## Népesség
A település népessége az elmúlt években az alábbi módon változott:
| Lakosok száma | 413  | 405  | 409  | 404  | 411  | 417  | 424  | 430  | 432  |
|               | 2013 | 2015 | 2016 | 2017 | 2018 | 2019 | 2020 | 2021 | 2022 |